# Aedes penghuensis
Aedes penghuensis är en tvåvingeart som beskrevs av Lien 1968. Aedes penghuensis ingår i släktet Aedes och familjen stickmyggor.
Artens utbredningsområde är Taiwan. Inga underarter finns listade i Catalogue of Life.